# Richard Parker (Politiker)

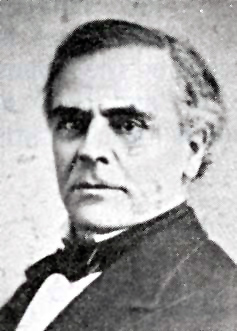
Richard Parker

Richard Parker (* 22. Dezember 1810 in Richmond, Virginia; † 10. November 1893 in Winchester, Virginia) war ein US-amerikanischer Politiker. Zwischen 1849 und 1851 vertrat er den Bundesstaat Virginia im US-Repräsentantenhaus.

## Werdegang
Richard Parker besuchte die öffentlichen Schulen seiner Heimat. Nach einem anschließenden Jurastudium und seiner Zulassung als Rechtsanwalt begann er in Berryville in diesem Beruf zu arbeiten. Außerdem bekleidete er einige lokale Ämter. Politisch schloss er sich der Demokratischen Partei an. Bei den Kongresswahlen des Jahres 1848 wurde Parker im zehnten Wahlbezirk von Virginia in das US-Repräsentantenhaus in Washington, D.C. gewählt, wo er am 4. März 1849 die Nachfolge von Henry Bedinger antrat. Bis zum 3. März 1851 konnte er eine Legislaturperiode im Kongress absolvieren. Diese Zeit war von den Diskussionen um die Frage der Sklaverei bestimmt. Im Jahr 1850 wurde der von US-Senator Henry Clay eingebrachte Kompromiss von 1850 verabschiedet.
Zwischen 1851 und 1869 war Parker Richter im 13. Gerichtsbezirk seines Staates. In dieser Eigenschaft verkündete er 1859 das Todesurteil gegen John Brown nach dessen Überfall auf Harpers Ferry. Nach dem Ende seiner Zeit als Richter praktizierte er wieder als Anwalt. Richard Parker starb am 10. November 1893 in Winchester.